# Proyecto Hidroeléctrico El Diquís
El Proyecto Hidroeléctrico El Diquis (PHED) es un proyecto de generación hidráulica del Instituto Costarricense de Electricidad (ICE). Estuvo ubicado en la cuenca media del río Térraba, en el cantón de Buenos Aires,  al sur de Costa Rica. En noviembre de 2018, el proyecto fue cancelado definitivamente debido a su alto costo y escasa rentabilidad potencial, luego de una inversión millonaria para su desarrollo.
Desde su creación en 1949, el ICE ha venido desarrollando proyectos de generación eléctrica para satisfacer la demanda de energía del país que aumenta aproximadamente 6% cada año. Para suplir esta necesidad la institución plantea constantemente proyectos de generación, basándose especialmente en hacer uso de fuentes de energía limpia y renovable como el agua, viento, calor de la tierra y calor del sol.
Actualmente los proyectos de generación se ubican en gran parte de la zona de Guanacaste, Alajuela y Cartago por lo que se está explorando otras regiones del país como es la zona Sur donde se ha determinado que existen condiciones óptimas para ello.
El Proyecto Hidroeléctrico El Diquís fue la opción que el ICE visualizó en la Zona Sur para continuar con su responsabilidad de dotar al país de la electricidad que requiere.

## Antecedentes
El Proyecto Hidroeléctrico El Diquís tuvo como predecesores los múltiples estudios que el ICE ha venido realizando en la cuenca del río Grande de Térraba desde los años sesenta, época en la que se identificó su potencial hidroeléctrico, cuando se realizaron los primeros estudios y propuestas para construir el Proyecto Hidroeléctrico Boruca.
Esta propuesta, generaría 832 megavatios de energía y contaría con un embalse de 12580 hectáreas aproximadamente, pero además tenía implicaciones importantes como era el hecho de inundar casi 37 kilómetros de la carretera interamericana así como aproximadamente 4400 hectáreas de territorio indígena en el cual había importantes asentamientos.
En razón de lo anterior, el ICE continuó buscando y evaluando la mejor opción de desarrollo hidroeléctrico por lo que en el año 2004 contrató los servicios de una empresa consultora colombiana denominada INGETEC para que completara el Estudio de Impacto Ambiental así como el Estudio de Factibilidad del Proyecto Hidroeléctrico Boruca y estudiara otras alternativas de generación que redujeran al máximo los impactos sociales y sobre la naturaleza. Fueron estos estudios los que permitieron identificar otras opciones.
La principal de estas alternativas contempla la construcción de una presa ubicada 4 km aguas arriba del puente sobre el río General en El Brujo en Buenos Aires de Puntaremas y se le conoció provisionalmente como Proyecto Hidroeléctrico Veraguas, porque la presa se ubicaría cerca de un río con ese nombre que desemboca en el río General Superior.
Para nombrar de manera definitiva a este nuevo proyecto, el ICE en conjunto con el Ministerio de Educación Pública, realizó en el año 2006, un concurso entre las escuelas de los cantones de Buenos Aires y Osa. De ahí surgió el nombre EL DIQUÍS que significa Río Grande (en el lenguaje autóctono de la etnia Teribe “Dí” significa: río y “quës” significa: grande). 
Este nombre lo propuso el estudiante Geudy Oreamuno Maroto de la escuela El Vergel de Buenos Aires y fue denominada porque este nombre hace referencia a un área geográfica en la que se reúnen elementos de orden histórico, geográfico, social y cultural representativos de la región en la que se construiría esta hidroeléctrica.
El esquema general del Proyecto Hidroeléctrico El Diquís (PHED) tiene una serie de características más favorables en términos ambientales, sociales y económicos, por lo que el ICE se ha dado a la tarea de profundizar los estudios técnicos y de acuerdo con esa información determinar las implicaciones del PHED sobre la naturaleza, la infraestructura y la población.

### Proyecto final desarrollado
El sitio de presa del PHED está ubicado aproximadamente a 10.5 km de la ciudad de Buenos Aires de Puntarenas, entre las comunidades de Térraba y Paraíso, sobre el cauce del río General Superior. El embalse cubrirá un área cercana a 6 815 hectáreas y permitirá la producción de alrededor de 631 megawatts (MW).
La zona del embalse se determinó hasta los 310 m s. n. m. considerando el área de contención para eventuales crecidas extraordinarias del río General aunque el nivel normal de operación será entre los 300 y 260 metros sobre el nivel del mar (m s. n. m.).
Este proyecto contará con 2 centrales de generación o casas de máquinas, la principal permitirá la producción de 608 MW, y se encuentra ubicada en Palmar Norte de Osa. Para generar energía el agua del embalse será conducida por un túnel de aproximadamente 11 km de longitud que atraviesa la Fila Brunqueña y una tubería de alta presión con una longitud cercana a 1 km que llega hasta una Casa de máquinas.
Después de generar electricidad, el agua se conduce desde la casa de máquinas por un canal de restitución, el cual desemboca 2 km al oeste de la ciudad de Palmar Norte, para incorporar el agua al cauce del río Grande de Térraba.
La segunda central de generación, producirá aproximadamente 23MW de energía, estará ubicada en el Sitio de Presa y funcionará mediante una turbina que se activará con un flujo constante de agua que se permitirá pasar desde la presa hasta el cauce normal del río. Este caudal conocido como “caudal ambiental”, garantizará la conservación de las condiciones necesarias para mantener la mayor parte de la biodiversidad asociada al cauce del río, principalmente hasta su confluencia con el río Coto Brus así como el desarrollo de las principales actividades humanas.
Otra estructura que forma parte de la presa y que permitirá, en algunas ocasiones, aportar agua al cauce del río es el vertedero de excedencias, el cual permite mantener el nivel del embalse en su máximo de operación (300 m s. n. m.) y deja pasar el exceso de agua del embalse hacia el cauce del río.
Asociado a la construcción de la hidroeléctrica se encuentran procesos particulares que requieren de la formulación de proyectos, estos son:

### 1. Vías de Comunicación
El embalse inundará un fragmento de aproximadamente 3,6 km de la Carretera Interamericana Sur a la altura de la comunidad de El Ceibo de Buenos Aires. La alternativa para solucionar esta situación consiste en la construcción de un tramo de carretera cercano a los 5 km y un puente de 1 km aproximadamente. Este último se estima que estaría ubicado aproximadamente 800 metros aguas abajo del actual puente sobre el río Ceibo y por su dimensión podría acarrear atractivos a la zona dado que sería el puente más largo de Costa Rica.
Además se tiene previsto acondicionar una ruta nacional que bordeará el embalse. Se estima que la ruta tendrá una longitud aproximada de 57 km y pasará por las comunidades de Térraba-Bijagual-Ceibón-Cruce La Tinta-Colinas-Guagaral, (todas ellas del cantón de Buenos Aires) hasta salir al cruce de Pacuar del cantón de Pérez Zeledón. En algunos tramos esa ruta actualmente existe y hay que acondicionarla, pero en otros hay que crearla.
Toda la infraestructura que se afecte (carreteras, puentes, edificios, viviendas, servicios, entre otros) será debida y oportunamente reparada, como parte de las medidas de compensación social asociadas a la construcción.

### 2. Proceso de trabajo con las comunidades ligadas al proyecto
Para las diferentes comunidades se han identificado cuatro tipos de influencia. Basándose en esa clasificación, la institución ha desarrollado un trabajo de participación, información y coordinación.
Las implicaciones se consideran de acuerdo con los siguientes criterios: 
Por inundación parcial o total: Son las comunidades que tendrían inundación total o parcial del territorio, en estos casos el trabajo se ha centrado en la preparación de los insumos para las diferentes etapas del PHED, en particular para la etapa de reasentamiento, tales como diagnósticos socioeconómicos y planes de trabajo.
Por presencia o proximidad obras: Son las comunidades donde se realizan o realizarán obras del PHED como sitio de presa, excavación de túneles, y casa de máquinas y que pueden propiciar impactos por acarreo de materiales, presencia de grandes cantidades de trabajadores. Además podría ocasionar alteración de algunos recursos como los mantos acuíferos, así como también podría recibir presión sobre bienes y servicios. 
Por inundación parcial en territorio indígena: Representa la inundación parcial de territorios indígenas (en los cuales no habitan personas permanentemente), los cuales presentan particularidad cultural y legal, por lo que se requiere un abordaje especial vinculado al trabajo de investigación y protección de sus tradiciones culturales. 
Comunidades aguas abajo del sitio de presa: (Tramo 1 y Tramo 2): Abarca las comunidades que se ubican aguas abajo del sitio de presa y que serían influenciadas debido a la posible reducción en el caudal del Río General Superior y Río Grande de Térraba.

### 3. Líneas de transmisión
Para transportar la energía que se producirá en El Diquís, es necesario contar con tres líneas de transmisión de alta tensión. 
Actualmente una de esas líneas, la cual está en funcionamiento, debe de ser reconstruida ya que tiene más de 30 años de funcionamiento por lo que requiere de mantenimiento y mejoras. Esta línea de transmisión conecta la zona central del país con Palmar Norte y el resto de la zona sur de Costa Rica.
Otra línea de transmisión que se utilizaría es parte de la línea SIEPAC, la cual es propiedad de la empresa privada EPR (Empresa Propietaria de la Red) y consiste en un Sistema de Transmisión Eléctrica Regional para América Central (Guatemala, El Salvador, Honduras, Nicaragua, Costa Rica y Panamá). De esta línea el ICE haría uso únicamente de un circuito de la línea en un tramo que va desde la Subestación de El Diquís ubicada en Palmar Norte, hasta otra Subestación ubicada en Parrita de Puntarenas.
Una tercera línea de transmisión está en proceso de definición y se espera que permita interconectar la Subestación de El Diquís, con una subestación ubicada en Desamparados de San José conocida como Subestación Rosario.

## Proyecciones
Hasta el momento, el Proyecto El Diquís, sería el más grande de Centroamérica y permitirá asegurar la disponibilidad de energía eléctrica de fuentes renovables y limpia para Costa Rica por muchos años.
Existe la posibilidad adicional de contar con un mercado externo para la colocación de electricidad en el resto de Centroamérica en los primeros años de operación de la Planta, lo cual es necesario por razones de balance financiero, aunque su objetivo principal no es la exportación sino el consumo local. Así, el excedente de energía disponible al inicio, paulatinamente se irá reduciendo conforme el país vaya consumiendo la energía, hasta abarcar toda la que produzca la Planta.
El Proyecto Hidroeléctrico El Diquís está en la fase de profundización de estudios (principalmente en materia de diseño, sociales y ambientales) que permitan completar los Estudios de Factibilidad y el Estudio de Impacto Ambiental definitivo. 
La fecha de inicio de la construcción estará determinada a partir de la resolución de la Secretaría Técnica Nacional Ambiental (SETENA), entidad estatal perteneciente al Ministerio de Ambiente, Energía y Telecomunicaciones (MINAET) y que se pronunciará acerca de la viabilidad ambiental del proyecto luego de que éste entregue en Estudio de Impacto Ambiental y su consecuente Plan de Gestión Ambiental.
Entre los estudios que deben completarse tenemos: estudios geológicos, geotécnicos e hidrológicos, estudio de tenencia de la tierra, estudios de reasentamiento, estudios de selección de ruta de paso, diseños básicos y evaluación de impactos ambientales para las líneas de transmisión asociadas al PHED, entre otros.